# Stratégie de Singapour
Vous lisez un « bon article » labellisé en 2012.

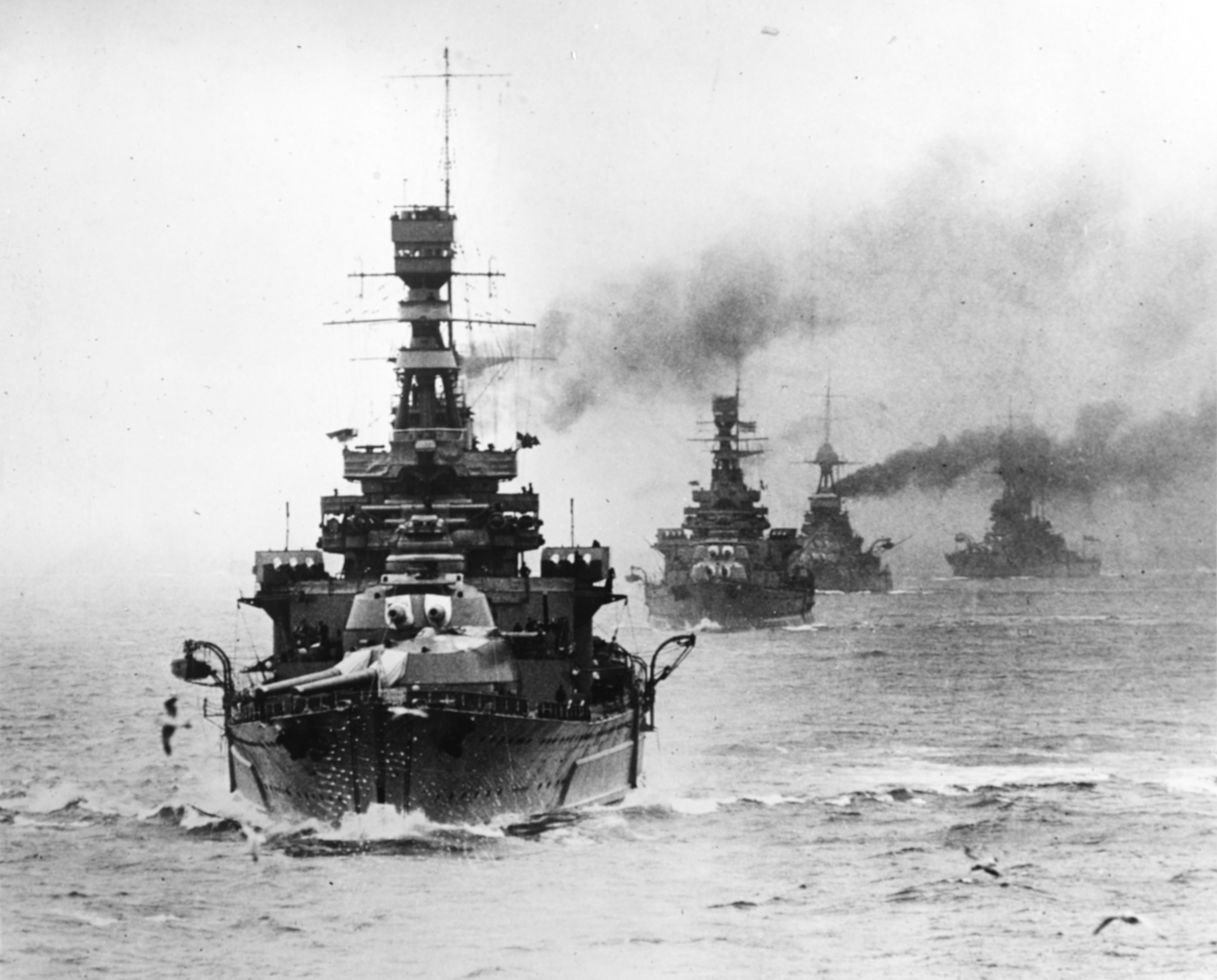
Le mène une ligne de bataille composée de son sister-ship, le, et de deux autres cuirassés lors de manœuvres dans les années 1920.

La stratégie de Singapour est un principe militaire élaboré et mis en œuvre par l'Empire britannique entre 1919 et 1941. Il s'agissait d'une série de plans stratégiques qui, bien qu'ayant évolué durant cette période, avaient tous pour but d'empêcher une attaque de ses territoires par l'empire du Japon en mobilisant un ensemble de la Royal Navy pour intercepter et détruire une flotte qui se dirigerait vers l'Inde ou l'Australie. Singapour fut choisi en 1919 pour abriter cet ensemble et les travaux de construction de la base navale et de ses défenses se poursuivirent durant les deux décennies suivantes.
Les stratèges britanniques prévoyaient qu'une guerre avec le Japon se déroulerait en trois phases : tandis que la garnison de Singapour défendrait la forteresse, la flotte britannique la rallierait depuis la Grande-Bretagne puis sortirait de la base pour lever le siège ou reprendre le contrôle de Hong Kong avant de mettre en place un blocus de l'archipel japonais pour obliger le Japon à négocier. Les stratèges britanniques connaissaient les conséquences d'un blocus sur une nation insulaire au cœur d'un empire maritime et considéraient que la pression économique suffirait à la faire plier. Quant à l'idée d'envahir le Japon, elle fut jugée impossible.
La stratégie de Singapour a constitué la pierre angulaire de la politique défensive de l'Empire britannique en Extrême-Orient durant les années 1920 et 1930. En 1937, selon le capitaine Stephen Roskill, « le concept d'une “flotte principale à Singapour” avait, peut-être grâce aux nombreuses répétitions, acquis le même statut d'infaillibilité que les Saintes Écritures ». Cependant, durant les années 1930, cette stratégie fut critiquée en Grande-Bretagne et en Australie, et une combinaison de difficultés financières, politiques et techniques en empêcha la pleine mise en application.
Après l'attaque de Pearl Harbor le 7 décembre 1941, la Force Z stationnée à Singapour fut envoyée pour intercepter la flotte japonaise attaquant la Malaisie. Le 10 décembre, les cuirassés HMS Prince of Wales et HMS Repulse furent coulés par des appareils japonais. Les Japonais attaquent également les possessions britanniques en Birmanie, en Malaisie, à Hong Kong et à Singapour. Les forces britanniques subissent de sérieux revers, ne parvenant qu'à se maintenir difficilement en Birmanie. La chute de Singapour, le 15 février 1942, fut décrite par Winston Churchill comme « le pire désastre et la capitulation la plus importante de l'histoire britannique ». Ce n'est que grâce à l'aide de la puissante armée des États-Unis pendant le conflit que les Britanniques récupèreront progressivement leur souveraineté sur les territoires coloniaux un moment perdus.

## Origines
Après la Première Guerre mondiale, la Hochseeflotte de la marine impériale allemande, qui avait défié la Royal Navy pour la suprématie navale, se saborda à Scapa Flow en 1919. Néanmoins, la position de marine la plus puissante au monde occupée par la Royal Navy était menacée par la montée en puissance des États-Unis et du Japon. La détermination américaine de créer ce que l'amiral George Dewey appelait une « marine inférieure à aucune autre » laissait présager une nouvelle course aux armements.

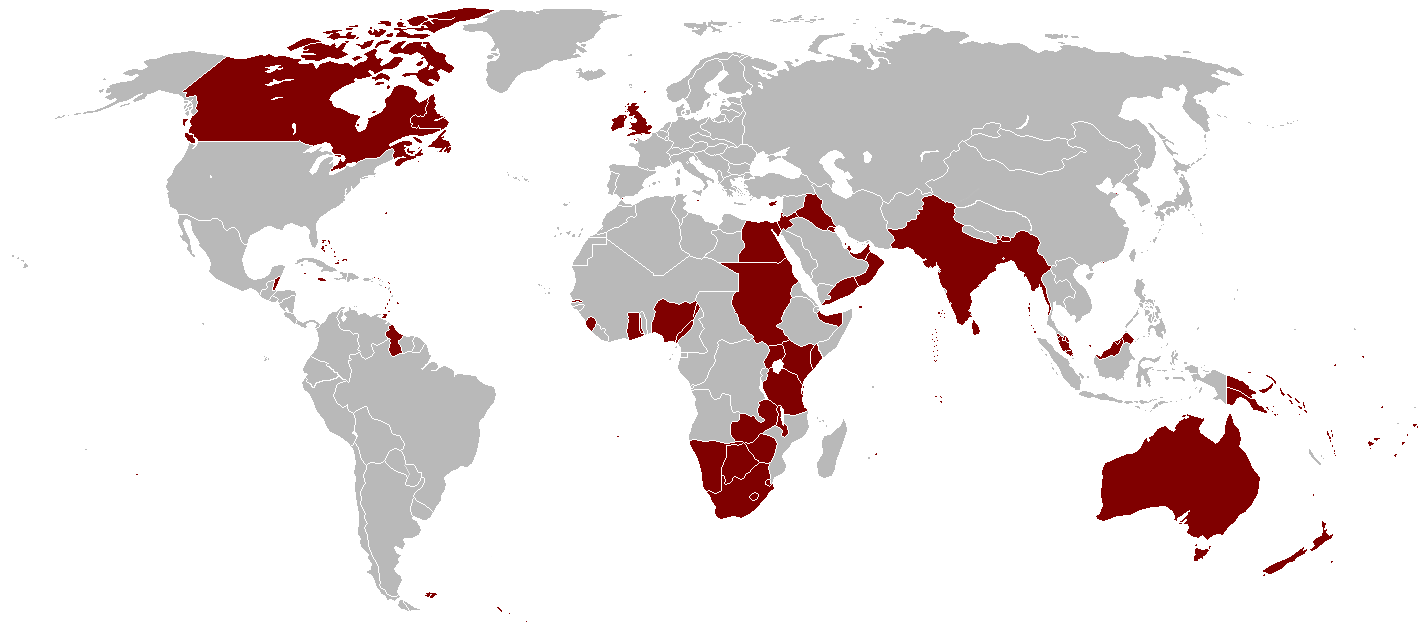
L'Empire britannique en 1921. L’Australie, le Canada, la Nouvelle-Zélande et l'Afrique du Sud étaient des dominions autonomes.

La marine américaine était plus faible que la Royal Navy en 1919 mais les navires dont la construction avait commencé durant la guerre continuaient d'entrer en service et leur conception plus récente leur donnait un avantage technique. Le « two-power standard » de 1889 imposait à la Royal Navy d'être assez puissante pour pouvoir défaire les deux puissances navales les plus puissantes après elle. En 1909, la politique fut modifiée et la flotte britannique devait disposer de 60 % de dreadnoughts supplémentaires par rapport à la seconde puissance maritime, l'Allemagne. Le programme de construction américain entraîna des échanges houleux entre le First Sea Lord britannique, l'amiral Rosslyn Wemyss et le Chief of Naval Operations américain, l'amiral William S. Benson en mars et avril 1919. Néanmoins, dès 1909, le gouvernement britannique avait annoncé que les États-Unis n'étaient pas considérés comme un ennemi potentiel. Cette décision fut réaffirmée par le Cabinet en août 1919 pour empêcher le programme de construction américain de servir de justification à l'Amirauté pour lancer son propre programme. En 1920, le premier lord de l'Amirauté, Walter Long, énonça le « standard d'une puissance » selon lequel la Royal Navy ne devait pas « être inférieure en puissance à la flotte de toute autre puissance ». Cette politique devint officielle lors de son annonce publique durant la Conférence impériale de 1921.
Les premiers ministres du Royaume-Uni et des dominions britanniques se réunirent lors de la Conférence impériale de 1921 pour mettre en place une politique internationale unifiée, en particulier en ce qui concernait les États-Unis et le Japon. La question la plus pressante était de savoir s'il fallait reconduire ou non l'alliance anglo-japonaise devant expirer le 13 juillet 1921. Le premier ministre d'Australie, Billy Hughes, et le premier ministre de Nouvelle-Zélande, Bill Massey, étaient fermement en faveur de sa reconduction. Aucun des deux ne voulaient que leur pays soit entraîné dans une guerre contre les États-Unis et le Japon et ils mirent en parallèle le soutien du Japon durant la Première Guerre mondiale et le désengagement américain des affaires internationales à la suite du conflit. Hughes déclara que « l'Empire britannique a besoin d'un allié fiable dans le Pacifique ». De l'autre côté, le premier ministre du Canada Arthur Meighen avança que l'alliance irriterait les États-Unis et donc menacerait la sécurité du Canada. Aucun accord ne fut trouvé et l'alliance expira à la date prévue.
Le traité de Washington de 1922 prévoyait un ratio de 5:5:3 pour les navires capitaux des marines britannique, américaine et japonaise. Tout au long des années 1920 la Royal Navy resta donc la plus grande marine au monde avec une avance confortable sur le Japon qui était considéré comme l'adversaire le plus dangereux.
Le traité de Washington interdisait également la construction de fortifications dans le Pacifique mais Singapour fut spécifiquement exclu de l'accord. Les dispositions du traité naval de Londres de 1930 limitaient cependant le lancement de nouveaux navires et cela entraîna un net déclin de l'industrie navale britannique. Même si le traité de Versailles l'interdisait, l'Allemagne avait commencé à développer une marine de guerre. Néanmoins, le traité naval germano-britannique de 1935 visant à limiter sa taille semblait démontrer que l'Allemagne ne souhaitait pas un conflit avec la Grande-Bretagne. En 1934, le First Sea Lord, Sir Ernle Chatfield, commença à faire pression pour un réarmement naval suffisant pour pouvoir affronter à la fois le Japon et la plus puissante flotte européenne. Il chercha à accélérer au maximum la construction des capacités des chantiers navals. Le Trésor britannique s'alarma du coût potentiel du programme dont les estimations allaient de 88 à 104 millions de livres. À partir de 1938, ses objections perdirent de leur influence car les politiciens et l'opinion publique s'inquiétaient plus de l'impréparation militaire du pays dans une prochaine guerre contre l'Allemagne et le Japon que d'une crise économique dans un futur plus lointain.
En 1919, le Cabinet avait proposé la « règle des dix ans » selon laquelle aucune guerre majeure ne serait menée dans les dix ans à venir afin de réduire les dépenses militaires. En 1928, la période des dix ans approchant de son terme, le chancelier de l'Échiquier, Winston Churchill, persuada le Cabinet de renouveler la règle automatiquement chaque année.

## Plans

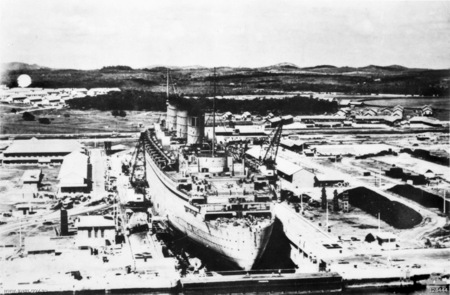
Le transport de troupes RMS Queen Mary dans la cale sèche de Singapour en août 1940.

Les plans de guerre constituant la stratégie de Singapour évoluèrent durant tout l'entre-deux-guerres ; le stationnement d'une flotte à Singapour était un élément important mais non décisif de ces plans. Des concepts furent préparés pour faire face à toute éventualité, offensive ou défensive. Certains étaient destinés à battre le Japon et d'autres simplement à le dissuader d'attaquer.
En novembre 1918, le ministre de la marine australien, Sir Joseph Cook, demanda à l'amiral John Jellicoe de préparer une stratégie pour la défense maritime de l'Empire. En février 1919, Jellicoe entama une visite de l'Empire à bord du croiseur de bataille HMS New Zealand. Il présenta son rapport au gouvernement australien en août 1919. Dans une section classée secrète du rapport, il annonça que les intérêts japonais et britanniques allaient nécessairement entrer en conflit. Pour contrer la marine impériale japonaise, il demanda la création d'une puissante flotte du Pacifique composée de huit cuirassés, huit croiseurs de bataille, quatre porte-avions, dix croiseurs, quarante destroyers, trente-six sous-marins et de navires de soutien.
S'il ne donna pas d'emplacement précis, Jellicoe nota que la flotte nécessiterait une importante base navale quelque part en Extrême-Orient. Un document intitulé « La situation navale en Extrême-Orient » fut examiné par le Committee of Imperial Defence, un organisme gouvernemental chargé de la planification militaire, en octobre 1919. Dans ce document, l'état-major de la marine indiquait que le maintien de l'alliance anglo-japonaise pourrait mener à une guerre entre l'Empire britannique et les États-Unis. En 1920, l'Amirauté présenta le War Memorandum (Eastern) 1920, une série de mesures à prendre dans le cas d'une guerre avec le Japon. Parmi celles-ci, la défense de Singapour était jugée comme « absolument essentielle ». La stratégie fut présentée aux représentants des dominions lors de la conférence impériale de 1923.
Les auteurs du mémorandum prévoyaient qu'une guerre avec le Japon se déroulerait en trois phases : tandis que la garnison de Singapour défendrait la forteresse, la flotte britannique rallierait Singapour depuis la Grande-Bretagne puis sortirait de la base pour lever le siège ou reprendre le contrôle de Hong Kong avant de mettre en place un blocus du Japon pour le forcer à négocier.
L'essentiel de la planification se concentra sur la première phase qui était considérée comme la plus importante et impliquait la fortification de Singapour. Pour la seconde phase, une base navale capable de soutenir une flotte était nécessaire. Alors que les États-Unis avaient construit un grand port militaire à Pearl Harbor entre 1909 et 1919, la Royal Navy n'avait aucune base de ce type à l'est de Malte. En avril 1919, l'Amirauté présenta un rapport dans lequel elle étudiait les sites possibles pour une base navale dans le Pacifique dans le cas d'une guerre avec les États-Unis ou le Japon. Hong Kong fut envisagée mais fut considérée comme trop vulnérable tandis que Sydney était considérée comme sûre mais trop loin du Japon. Singapour émergea comme le meilleur compromis.

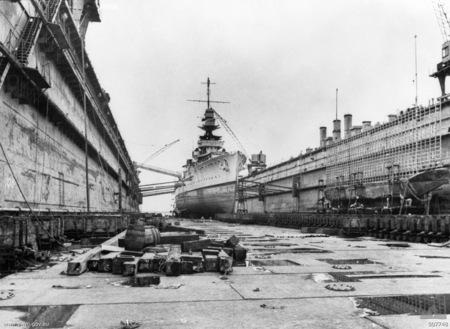
Un navire de guerre britannique dans le dock flottant Admiralty IX de la base navale de Singapour en septembre 1941

Les estimations quant au temps nécessaire à la flotte pour rallier Singapour à la suite du déclenchement des hostilités variaient fortement. Il fallait en effet compter la durée de rassemblement de la flotte, sa préparation, son ravitaillement et le trajet jusqu'à Singapour. Initialement, l'estimation était de 42 jours en supposant des avertissements antérieurs. En 1938, elle passa à 70 jours avec 14 jours supplémentaires pour le réapprovisionnement. La durée augmenta à 90 jours en juin 1939 en ajoutant 15 jours pour le ravitaillement et finalement en septembre 1939, elle était de 180 jours.
Pour faciliter la traversée de la flotte, plusieurs dépôts de ravitaillement furent construits à Gibraltar, Malte, Port-Saïd, Port-Soudan, Aden, Colombo, Trinquemalay, Rangoun, Singapour et Hong Kong. Les cuirassés ne pouvaient cependant pas traverser le canal de Suez à pleine charge et ils auraient eu à se ravitailler de l'autre côté. Singapour devait abriter un dépôt de 1 270 000 t de pétrole. Des bases secrètes furent établies à Kamaran, sur l'atoll Addu et à Nancowry. Il était estimé que la flotte aurait besoin de 110 000 t de pétrole par mois, devant être transportés par soixante navires-citernes. Le pétrole devait être transporté depuis les raffineries d'Abadan et de Rangoun et il était prévu d'acheter toute la production des Indes orientales néerlandaises.
La troisième phase reçut moins d'attention mais les stratèges étaient conscients que Singapour était trop éloignée pour servir de base à un blocus du Japon. En effet, plus la flotte s'éloignerait de Singapour, plus elle serait vulnérable. Si le soutien américain était disponible, la possibilité d'utiliser Manille comme base avancée fut prévue. L'idée d'envahir le Japon et de mener une guerre terrestre fut jugée irréaliste et abandonnée tandis que les stratèges britanniques n'envisageaient pas que les Japonais seraient prêts à livrer une bataille décisive dans des conditions aussi défavorables. Ils envisagèrent donc de mettre en place un blocus de l'archipel japonais car ils connaissaient l'impact d'un blocus sur une nation insulaire au cœur d'un empire maritime et ils considéraient que la pression économique suffirait à faire plier le Japon.
La vulnérabilité japonaise à un blocus fut étudiée. En utilisant les informations fournies par le Board of Trade et l'attaché militaire à Tokyo, les stratèges estimèrent que l'Empire britannique représentait environ 27 % des importations japonaises. L'essentiel de ces importations pouvaient être remplacées par des sources en Chine ou aux États-Unis. Néanmoins, le Japon était particulièrement dépendant des importations en ce qui concernait certains produits critiques comme les métaux, les machines-outils, les produits chimiques, le pétrole et le caoutchouc et bon nombre de ces ressources étaient sous le contrôle britannique. L'accès japonais à des transporteurs maritimes neutres pouvait être limité en refusant d'assurer des navires commerçant avec le Japon et en affrétant des navires pour en réduire le nombre disponible.
Le problème posé par un blocus maritime proche était que les navires de guerre naviguant le long des côtes japonaises étaient vulnérables à des attaques aériennes et sous-marines. Réaliser le blocus des ports japonais avec des petits navires était une possibilité mais cela aurait nécessité en premier lieu de détruire ou de neutraliser la flotte japonaise et il n'était absolument pas certain que cela soit réalisable. Un plan pour un blocus plus lointain du Japon, dans lequel les navires à destination du Japon seraient arraisonnés lors de leur passage dans l'Insulinde ou dans le canal de Panama fut également adopté. Cela n'interromprait cependant pas le commerce japonais avec la Chine et la Corée et probablement pas non plus celui avec les États-Unis. L'efficacité d'un tel blocus était donc discutable.
Le contre-amiral Sir Herbert Richmond, le commandant en chef de l'escadre de l’East Indies Station nota que la logique était étrangement circulaire :
- nous allons forcer le Japon à se rendre en le privant de ses ressources essentielles ;
- nous ne pouvons pas le priver de ses ressources essentielles sans défaire sa flotte ;
- nous ne pouvons pas défaire sa flotte si elle ne sort pas pour combattre ;
- nous la forcerons à sortir pour combattre en la privant de ses ressources essentielles[40].

Les plans de 1919 incluaient la formation d'une organisation chargée de développer et de défendre une base avancée. Celle-ci fut appelée Mobile Naval Base Defence Organisation (MNBDO) et comptait 7 000 hommes, une brigade de lutte antiaérienne, une brigade d'artillerie côtière et un bataillon d'infanterie, tous issus des Royal Marines. Dans un exercice théorique, les Royal Marines s'emparaient sans combat de la baie de Nakagusuku sur l'île d'Okinawa et la MNBDO y développait une grande base depuis laquelle la flotte réalisait le blocus du Japon. De véritables exercices furent menés en Méditerranée dans les années 1920 pour tester le concept de la MNBDO. Les Royal Marines n'étaient cependant pas très intéressés par la guerre amphibie et manquaient d'organisation et d'expérience dans ce type de combat. Dans les années 1930, l'Amirauté s'inquiéta de la nette avance des États-Unis et du Japon dans ce domaine et elle persuada l'armée de terre et la Royal Air Force de la rejoindre pour créer l’Inter-Service Training and Development Centre. Après sa création en juillet 1938, elle commença à étudier les difficultés posées par la guerre amphibie et conçut des péniches de débarquement, sous les ordres du capitaine Loben Maund.
La guerre amphibie n'était cependant pas le seul domaine dans lequel la Royal Navy était à la traîne dans les années 1930. Au début des années 1920, le colonel William Forbes-Sempill mena une mission semi-officielle au Japon pour aider la marine impériale japonaise à créer une force aérienne. À ce moment, la Royal Navy était à la pointe de l'aéronavale. La mission britannique enseigna des techniques avancées comme l'appontage sur porte-avions, organisa des exercices avec des avions modernes et livra des moteurs et des matériels militaires. En moins d'une décennie, le Japon avait supplanté la Grande-Bretagne dans ce domaine. La Royal Navy était pionnière dans le domaine du pont d'envol blindé qui augmentait la résistance des porte-avions mais réduisait le nombre d'appareils embarqués. Elle avait également une grande confiance dans la capacité des batteries anti-aériennes de ses navires et vit peu d'intérêt à développer des chasseurs performants. Pour contrecarrer le faible nombre d'appareils pouvant être embarqués, la Royal Navy développa des appareils multirôles comme le Blackburn B-25 Roc, le Blackburn B-24 Skua, le Fairey Fulmar, le Fairey Barracuda et le Fairey Swordfish. Par conséquent, aucun de ces appareils ne pouvait rivaliser avec leurs équivalents japonais.
La possibilité que le Japon profite de la guerre en Europe fut anticipée. En juin 1939, le Japon bloqua la concession britannique de Tientsin en Chine durant deux mois et cela montra une autre possibilité qui était que l'Allemagne profite d'une guerre en Asie. Dans le pire scénario d'une guerre simultanée contre l'Allemagne, l'Italie et le Japon, deux approches furent envisagées. La première approche était de mettre l'Italie hors jeu le plus rapidement possible pour n'avoir à affronter que l'Allemagne et le Japon. L'ancien First Sea Lord, Sir Reginald Drax, qui sortit de sa retraite pour donner son avis sur la stratégie, demanda la création d'une « escadre volante » de quatre ou cinq cuirassés, d'un porte-avions et de quelques croiseurs et destroyers devant être envoyée à Singapour. Une telle flotte serait trop faible pour affronter la force principale japonaise mais elle pourrait défendre le commerce britannique dans l'océan Indien contre les attaques japonaises. Drax avança qu'une telle force serait plus efficace qu'une flotte plus grande mais plus lente. Chatfield, à cette époque ministre de la coordination de la défense, était opposé à cette idée car il considérait que cette escadre ne serait rien de plus qu'une cible pour les Japonais. Il recommanda une seconde approche dans laquelle la flotte de Méditerranée serait complètement redéployée à Singapour.

## Base navale

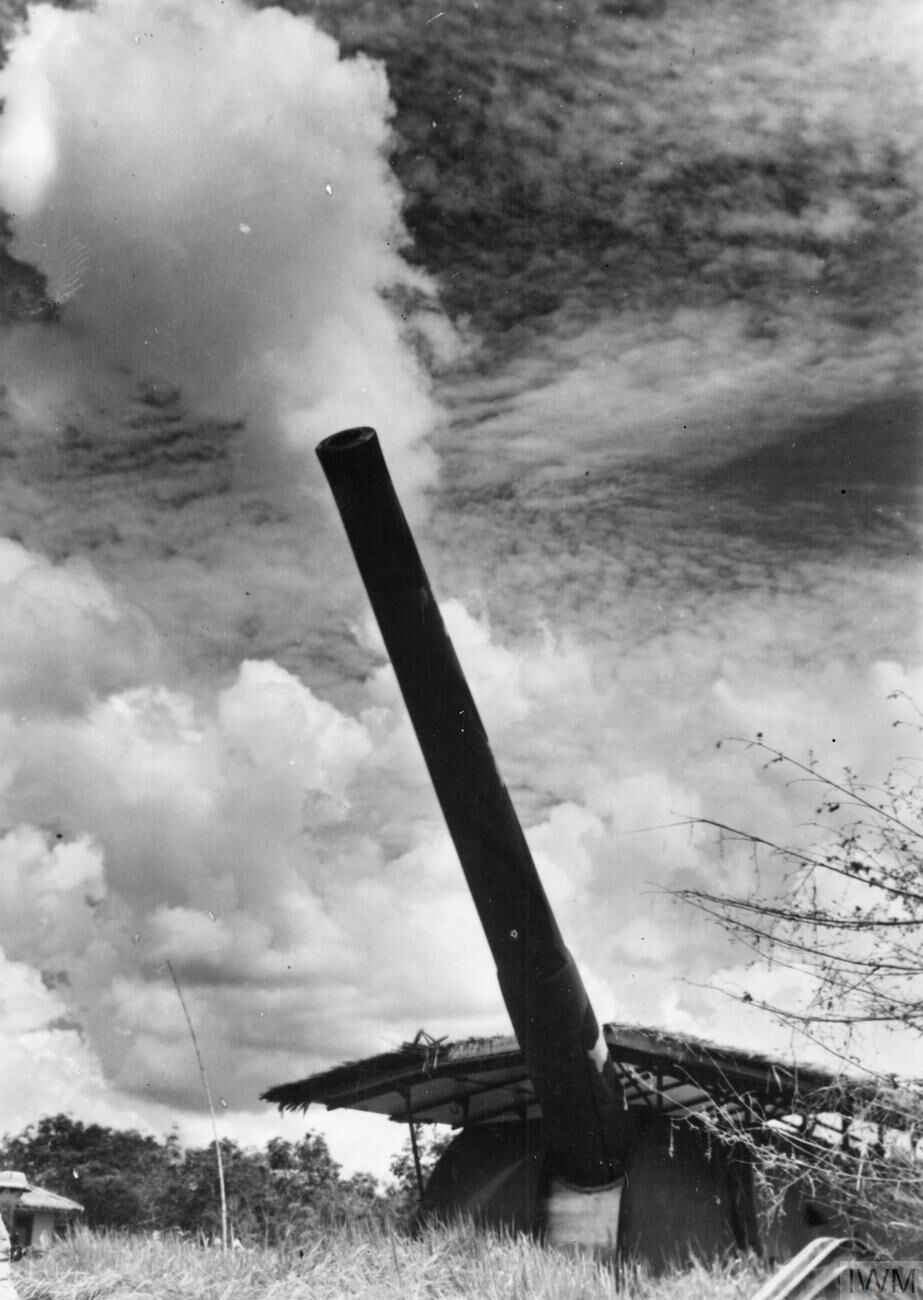
L'un des canons de 381 mm chargé de la défense de Singapour contre les navires adverses.

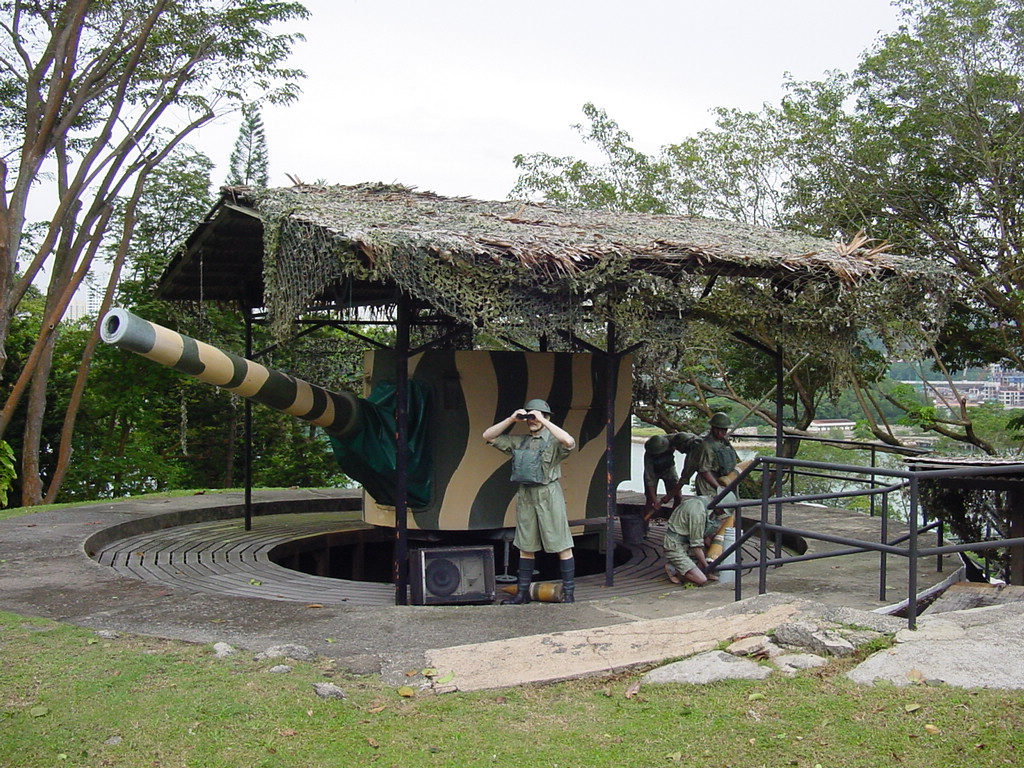
Reconstitution d'une pièce d'artillerie navale à Fort Siloso.

À la suite des études, un site à Sembawang fut choisi pour accueillir la base navale. Les établissements des détroits offrirent un terrain de 11,5 km2 et 250 000 $ pour la construction furent donnés par Hong Kong en 1925. La même année, la Grande-Bretagne dépensa 204 000 £ pour la réalisation d'un dock flottant. Les États malais fédérés payèrent 2 000 000 £ et la Nouvelle-Zélande accorda 1 000 000 £. Le contrat de construction du chantier naval fut accordé à l'offre la plus basse, celle de Sir John Jackson Limited, pour la somme de 3 700 000 £. Le chantier naval couvrait une superficie de 54 km2 et accueillait la plus grande cale sèche au monde, le troisième plus grand dock flottant et suffisamment de carburant pour ravitailler l'ensemble de la Royal Navy durant six mois.
Pour assurer la défense de la base, des canons de 381 mm furent installés à Changi et à Buona Vista pour affronter des cuirassés. Des canons de 234 mm furent également déployés pour lutter contre des navires plus petits. Des canons plus légers et des batteries antiaériennes furent implantés à Fort Siloso, Fort Canning et Fort Labrador. Trois des cinq canons de 381 mm pouvaient tirer à 360° et possédaient des dépôts enterrés de munitions. L'aviation ne fut pas oubliée et les plans prévoyaient le déploiement de dix-huit hydravions, dix-huit appareils de reconnaissance, dix-huit bombardiers-torpilleurs et dix-huit chasseurs pour les défendre. Des aérodromes de la Royal Air Force furent construits à Tengah et Sembawang. Le Chief of the Air Staff, l'Air Marshal Hugh Trenchard, avança que trente bombardiers-torpilleurs pouvaient remplacer les canons de 381 mm. Le First Sea Lord, l'amiral David Beatty n'était cependant pas de cet avis et l'installation des canons fut approuvée mais l'entrée en service de nouveaux modèles d'avions changea la donne. Des essais d'artillerie menés avec des canons de 381 mm et de 234 mm à Malte et Portsmouth en 1926 indiquèrent que la destruction de cuirassés nécessiterait des obus bien plus performants.
La cale sèche George VI fut formellement inaugurée par le gouverneur des établissements des détroits, Sir Shenton Thomas, le 14 février 1938. Deux escadrons de la Fleet Air Arm réalisèrent un défilé aérien et quarante-deux navires assistèrent aux cérémonies dont trois croiseurs américains. La présence de cette flotte permit d'organiser des exercices militaires. Le porte-avions HMS Eagle fut capable de s'approcher à moins de 217 km de Singapour sans être repéré et de lancer plusieurs raids surprises sur les aérodromes de la RAF. Le commandant des forces aériennes locales, l'Air Vice-Marshal Arthur Tedder fut particulièrement embarrassé tout comme le commandant des forces terrestres, le major-général Sir William Dobbie, après la performance médiocre des défenses anti-aériennes. Des rapports recommandèrent l'installation de radars à Singapour mais ces derniers ne furent pas installés avant 1941. Les défenses navales se comportèrent mieux mais un commando débarqué par le HMS Norfolk fut capable de s'emparer de l'hôtel Raffles. Dobbie et Tedder étaient néanmoins préoccupés par la possibilité que les défenses de la base puissent être complètement contournées par une offensive terrestre depuis la Malaisie. Dobbie organisa un exercice dans le sud de la Malaisie qui démontra que la jungle était loin d'être infranchissable. Le comité des chefs d'état-major en conclut que les Japonais débarqueraient probablement sur la côte orientale de la Malaisie avant de progresser vers le sud en direction de Singapour.

## Australie
En Australie, la position du gouvernement conservateur du parti nationaliste, mené par Stanley Bruce, reposait exclusivement sur la stratégie selon laquelle la défense du pays reposait sur la Royal Navy soutenue par la plus grande flotte que l'Australie pouvait financer. Entre 1923 et 1929, 20 000 000 £ furent consacrées à la Royal Australian Navy (RAN) tandis que l'Australian Army et l'industrie d'armement ne reçurent que 10 000 000 £ et la Royal Australian Air Force (RAAF) naissante seulement 2 400 000 £. Cette politique avait l'avantage de faire porter la responsabilité de la défense de l'Australie sur la Grande-Bretagne. À la différence de la Nouvelle-Zélande, l'Australie refusa de payer pour la construction de la base de Singapour. Dans une requête pour obtenir plus de fonds de la part du gouvernement, l'armée australienne dut réfuter la stratégie de Singapour, « une doctrine stratégique apparemment bien-pensée ayant été approuvée aux plus hauts échelons décisionnels de l'Empire ».

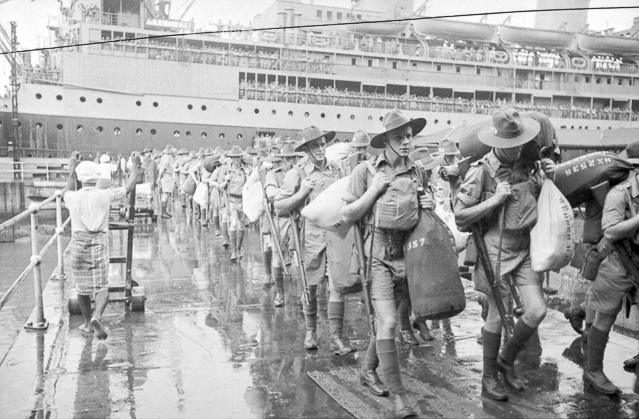
Soldats de la 8e division australienne débarquant à Singapour le 15 août 1941.

Une politique alternative fut présentée en 1923 par le parti travailliste australien, qui fut, à l'exception de deux années, dans l'opposition tout le long des années 1920 et 1930. Elle prévoyait que la première ligne de défense de l'Australie soit une puissante aviation soutenue par une armée australienne performante pouvant être rapidement déployée pour faire face à une menace d'invasion. Les travaillistes citèrent les critiques de ceux qui, comme le contre-amiral William Freeland Fullam, attiraient l'attention sur la vulnérabilité des cuirassés face aux avions, aux mines navales et aux sous-marins. Le travailliste Albert Green nota en 1923 que, quand un cuirassé coûte 7 000 000 £ et un avion 2 500 £, il est normal de se demander si un cuirassé est un meilleur investissement que plusieurs centaines d'appareils. La politique du parti travailliste devint identique à la position de l'armée de terre.
En septembre 1926, le lieutenant-colonel Henry Wynter organisa une conférence devant l’United Services Institute de l'État de Victoria sur les relations stratégiques entre les différentes composantes de l'armée australienne. Dans l'article publié dans l'édition d'avril 1927 du British Army Quarterly, Wynter avança qu'une guerre dans le Pacifique était plus probablement susceptible d'éclater à un moment où le Royaume-Uni serait impliqué dans une crise européenne qui l'empêcherait d'envoyer des renforts à Singapour. Il affirma que Singapour était vulnérable, en particulier face à une attaque terrestre et aérienne et il demanda un rééquilibrage des dépenses militaires en faveur de l'armée de terre et de l'aviation. L'historien australien Lionel Wigmore écrivit que « désormais, l'attitude des principaux responsables de l'armée australienne envers les assurances britanniques selon lesquelles une flotte adéquate serait envoyée à Singapour au moment critique était : « Nous ne doutons pas de votre sincérité mais, franchement, nous ne pensons pas que vous en serez capables ».
Frederick Shedden écrivit un article défendant la stratégie de Singapour comme un moyen de protéger l'Australie : comme celle-ci était une nation insulaire, elle était, elle aussi, vulnérable à un blocus maritime. Si elle pouvait être vaincue sans être envahie alors la défense devait être navale. Le colonel John Lavarack, qui avait été dans la même promotion de l’Imperial Defence College de 1928 était en désaccord. Selon lui, le littoral australien était trop vaste pour permettre un blocus efficace et l'Australie disposait de suffisamment de ressources pour résister à un blocus. En 1936, le leader de l'opposition John Curtin lut un article de Wynter devant la Chambre des représentants d'Australie. Les critiques ouvertes de Wynter envers la stratégie de Singapour entrainèrent son transfert à un poste subalterne. Peu après le déclenchement de la guerre avec l'Allemagne, le 3 septembre 1939, le premier ministre Robert Menzies nomma un officier britannique, le lieutenant-général Ernest Squires, pour remplacer Lavarack au poste de chef d'état-major de l'armée. Quelques mois plus tard le commandement de l'armée de l'air australienne fut également confié à un officier britannique.

## Seconde Guerre mondiale

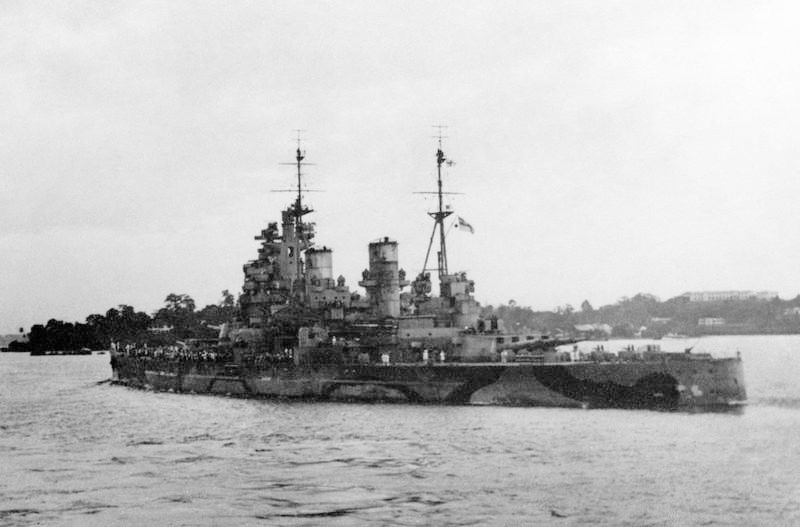
Le quittant Singapour le 8 décembre.

La guerre avec l'Allemagne étant maintenant une réalité, Menzies envoya Richard Casey à Londres pour obtenir des assurances concernant la défense de l'Australie si des forces australiennes étaient déployées en Europe ou au Moyen-Orient. En novembre, l'Australie et la Nouvelle-Zélande reçurent l'assurance que Singapour ne tomberait pas et que, dans l'éventualité d'une guerre avec le Japon, la défense de l'Extrême-Orient prendrait la priorité sur la Méditerranée. Cela semblait possible car la Kriegsmarine allemande était assez petite et la France, avec sa flotte, était un allié. Bruce, à l'époque haut-commissaire australien à Londres, et Casey rencontrèrent le Cabinet britannique le 20 novembre et partirent avec l'impression, malgré des assurances réaffirmées, que la Royal Navy n'était pas assez forte pour gérer des crises en Europe, en Méditerranée et en Extrême-Orient.
En 1940, la situation se détériora lentement mais inexorablement vers le scénario du pire. En juin, l'Italie entra en guerre aux côtés de l'Allemagne et la France fut obligée de capituler. Le comité des chefs d'état-major rapporta :

« La sécurité de nos intérêts impériaux en Extrême-Orient repose finalement sur notre capacité à contrôler les mers dans le sud-ouest du Pacifique et cela suppose qu'une flotte suffisante soit basée à Singapour. Depuis nos précédentes assurances à ce sujet, la situation stratégique globale s'est néanmoins fortement dégradée après la défaite française. Le résultat est un affaiblissement considérable de l'équilibre des forces navales. Auparavant, nous nous préparions à abandonner l'est de la Méditerranée et à envoyer une flotte en Extrême-Orient car nous pouvions compter sur la flotte française en Méditerranée occidentale pour contenir la flotte italienne. Si nous déplaçons maintenant la flotte de Méditerranée en Extrême-Orient, plus rien ne contiendra la flotte italienne qui pourra opérer librement dans l'Atlantique et renforcer la flotte allemande en utilisant des bases dans le nord-ouest de la France. Par conséquent, nous devons maintenir dans les eaux européennes suffisamment de navires pour contenir les flottes allemande et italienne et nous ne pouvons pas faire cela et déployer une force en Extrême-Orient. Dans le même temps, l'importance stratégique de l'Extrême-Orient à la fois dans la sécurité de l'Empire et dans le contrôle des matières premières s'est accrue. »

Restait la possibilité d'une assistance américaine. Lors de discussions secrètes à Washington D.C. en juin 1939, le chef des opérations navales, l'amiral William Leahy, envisagea la possibilité d'envoyer une force américaine à Singapour. En avril 1940, l'attaché naval américain à Londres, le capitaine Alan Goodrich Kirk, approcha le vice-amiral Tom Phillips pour lui demander si, dans l'éventualité du déploiement d'une flotte américaine en Extrême-Orient, les installations de Singapour pouvaient être utilisées car celles de la baie de Subic dans les Philippines étaient inadaptées. Phillips lui répondit qu'il n'y aurait aucun problème.

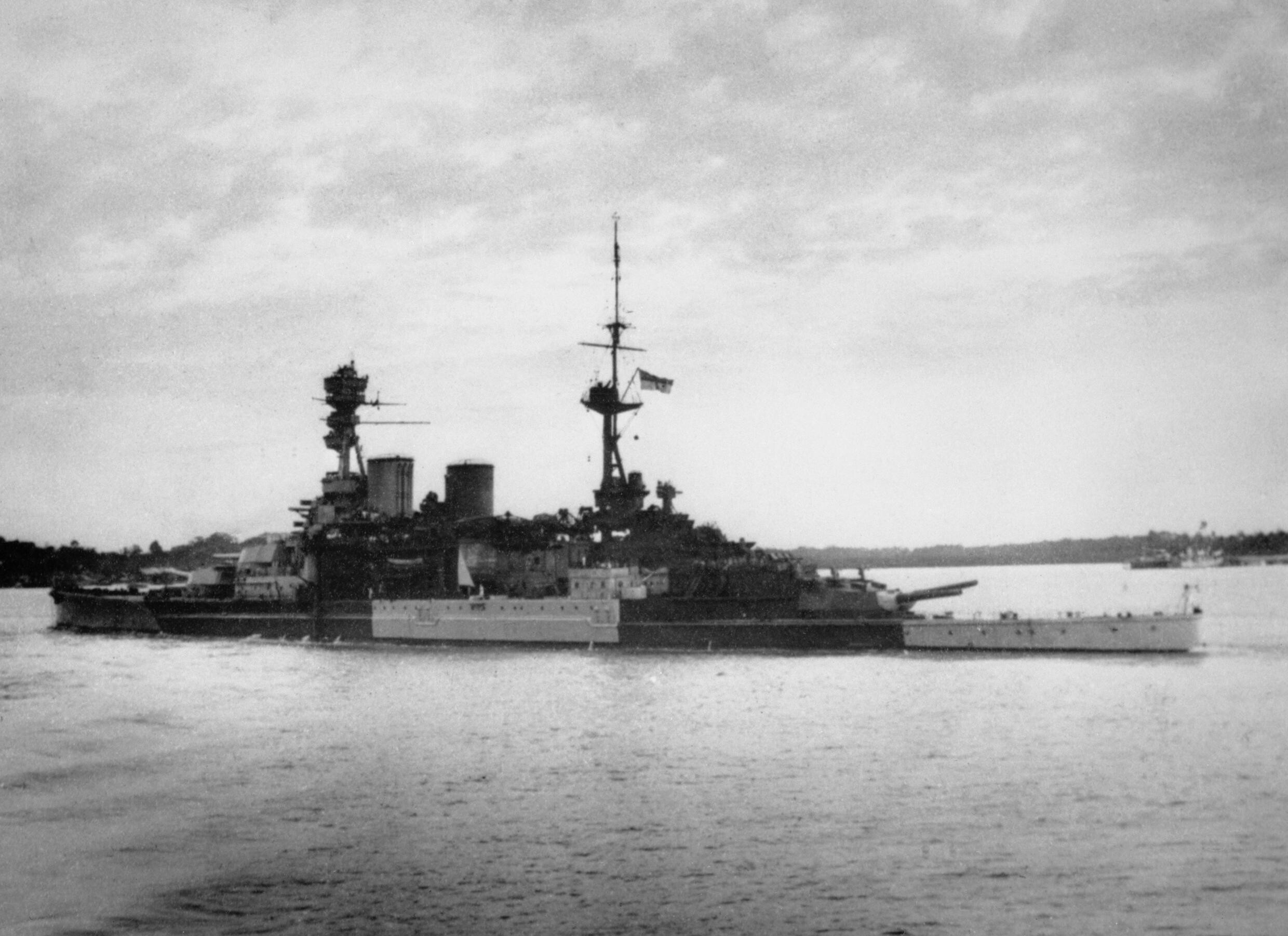
Le quittant Singapour le 8 décembre.

En juillet 1941, les Japonais qui avaient envahi l'Indochine française, occupèrent la baie de Cam Ranh, que les Britanniques comptaient utiliser pour le blocus du Japon. Cela rapprochait dangereusement les Japonais de Singapour et avec la dégradation des relations diplomatiques entre les deux pays, l'Amirauté commença, en août 1941, à envisager l'envoi de navires. Les chefs d'état-major recommandèrent le redéploiement du HMS Barham, qui se trouvait alors en Méditerranée, et de quatre cuirassés de la classe Revenge subissant des modifications en Grande-Bretagne et aux États-Unis, mais le HMS Barham fut coulé par un sous-marin allemand en novembre 1941. Trois semaines plus tard, les deux derniers cuirassés basés à Alexandrie, le HMS Queen Elizabeth et le HMS Valiant, furent sévèrement endommagés par des nageurs de combat italiens. Comme aucun destroyer ou croiseur n'était disponible, l'Amirauté décida d'envoyer un porte-avions, le vieux HMS Eagle.
Winston Churchill, le nouveau premier ministre britannique, nota qu'à l'instar du cuirassé allemand Tirpitz immobilisant des forces britanniques bien supérieures, une petite flotte britannique à Singapour aurait le même effet sur les Japonais. Le Bureau des Affaires étrangères et du Commonwealth avança même que la présence de cuirassés modernes à Singapour pourrait dissuader le Japon d'entrer en guerre. En octobre 1941, l'Amirauté ordonna donc au HMS Prince of Wales, lancé quelques mois plus tôt, de partir pour Singapour, où il serait rejoint par le HMS Repulse. Le porte-avions HMS Indomitable devait également être déployé à Singapour mais il s'échoua à proximité de la Jamaïque le 3 novembre et aucun autre porte-avions n'était disponible.
En août 1940, le comité des chefs d'état-major rapporta qu'en l'absence de flotte, la force nécessaire au contrôle de la Malaisie et de Singapour était de 336 appareils et d'une garnison de neuf brigades. Churchill assura ensuite aux premiers ministres d'Australie et de Nouvelle-Zélande que, si leurs pays étaient attaqués, leur défense serait une priorité uniquement dépassée par celle des Îles Britanniques. Une conférence fut tenue à Singapour en octobre 1940 avec des représentants britanniques et australiens des trois corps d'armée. Durant dix jours, ils discutèrent de la situation en Extrême-Orient et ils estimèrent que la défense de la Birmanie et de la Malaisie nécessiterait un minimum de 582 appareils. Le 7 décembre 1941, il n'y avait que 164 appareils disponibles en Malaisie et à Singapour et tous les chasseurs étaient des Brewster F2A Buffalo dépassés. La situation des troupes au sol n'était pas meilleure. Il n'y avait que 31 bataillons d'infanterie sur les 48 demandés et aucun char. De plus, la plupart des unités étaient inexpérimentées et mal équipées. Dans le même temps, la Grande-Bretagne envoya 676 appareils et 446 chars en Union soviétique au cours de l'année 1941.
Les Japonais connaissaient l'état des défenses de Singapour. Ils disposaient d'espions sur place, tel le capitaine Patrick Heenan, et une copie du compte-rendu du comité des chefs d'état-major d'août 1940 faisait partie des documents secrets récupérés par le croiseur auxiliaire allemand Atlantis à bord du SS Automedon le 11 novembre 1940. Le rapport fut transmis aux Japonais et la connaissance détaillée des installations défensives de Singapour a pu encourager les Japonais à attaquer.
Le 8 décembre 1941, les Japonais occupèrent la concession internationale de Shanghai et quelques heures plus tard, ils débarquèrent à Kota Bharu en Malaisie. Une heure après, la marine impériale japonaise attaqua Pearl Harbor. Le 10 décembre, le HMS Prince of Wales et le HMS Repulse, envoyés au nord en tant que Force Z pour empêcher ces débarquements, furent attaqués et coulés par les appareils japonais. Lors de la bataille de Malaisie, les forces alliées furent balayées et le siège de Singapour commença à la fin du mois de janvier. Certains canons de 381 mm et de 234 mm tirèrent sur les forces japonaises à Johor Bahru, Tengah et Bukit Timah mais comme ils ne disposaient que d'obus anti-blindage, les dégâts furent limités. Malgré la large supériorité numérique alliée, Singapour capitula le 15 février 1942,.

## Conséquences

### Chute de Singapour

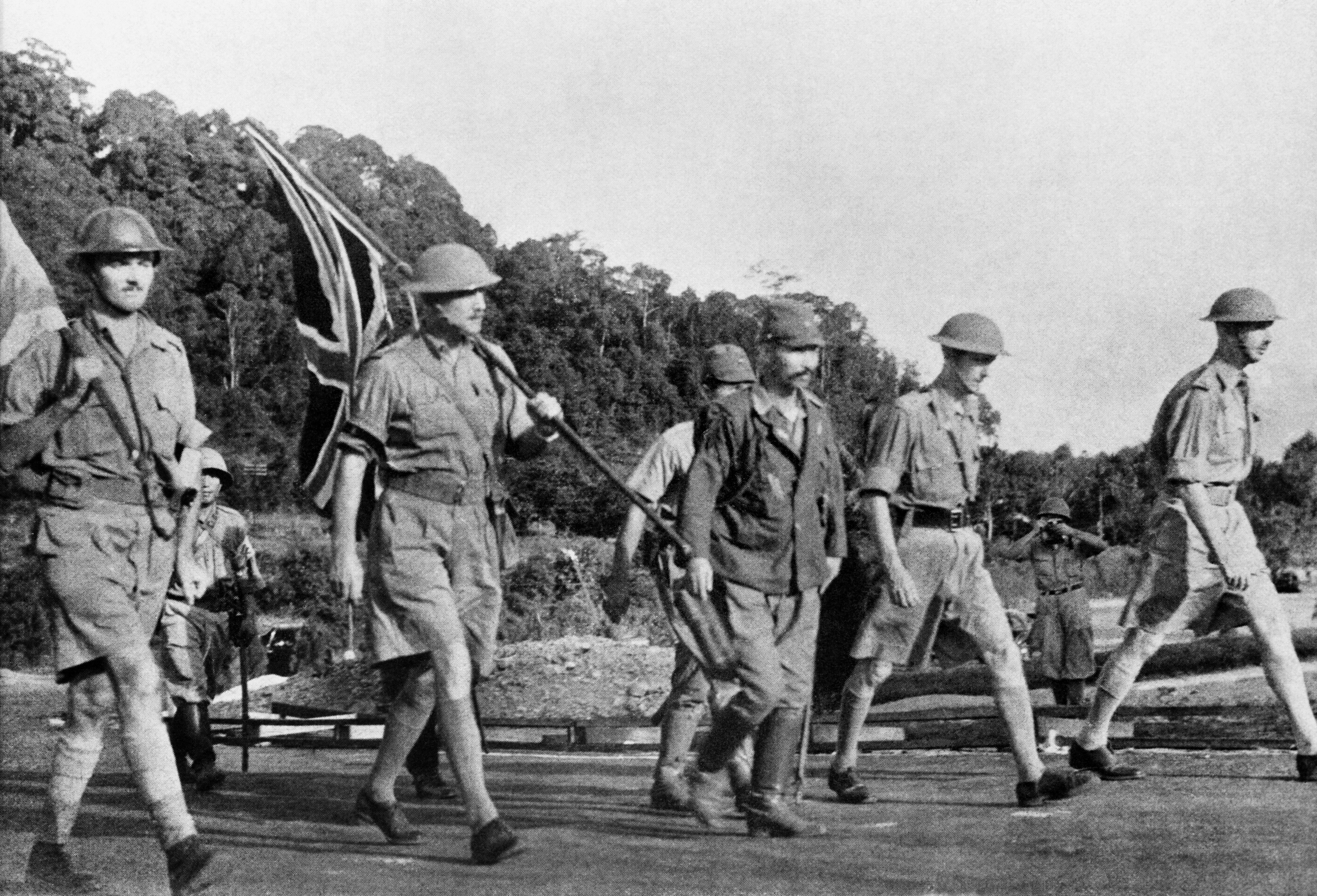
Le lieutenant-général Arthur Ernest Percival (à droite) s'avance pour offrir la capitulation britannique de Singapour le 15 février 1942. L'officier japonais au centre est le lieutenant-colonel Ichiji Sugita.

La chute de Singapour fut décrite par Winston Churchill comme « le pire désastre et la capitulation la plus importante de l'histoire britannique ». Ce fut un coup catastrophique au moral et au prestige de l'Empire britannique. La flotte promise n'avait pas été envoyée et la forteresse qui avait été qualifiée d'« imprenable » était tombée en deux semaines. Près de 130 000 soldats furent faits prisonniers. Les 38 000 pertes britanniques concernaient essentiellement la 18e division d'infanterie qui avait été envoyée en Malaisie en janvier 1942. Il y avait également 18 000 pertes australiennes, dont la plus grande partie affectait la 8e division et 14 000 pertes parmi les troupes locales. Néanmoins les défenseurs, 67 000 hommes, étaient pour la plupart originaires de l'Inde britannique . Environ 40 000 prisonniers de guerre indiens rejoignirent les Japonais dans l'armée nationale indienne.
Le désastre eut des conséquences politiques. Devant le Parlement, Churchill suggéra qu'une commission d'enquête officielle soit mise en place après la guerre pour enquêter sur la chute de Singapour. Lorsque ce discours fut publié en 1946, le gouvernement australien demanda si le gouvernement britannique comptait toujours conduire cette enquête. Le Joint Planning Staff étudia la question et recommanda de ne pas organiser de commission d'enquête car il ne serait pas possible de la limiter aux événements entourant la chute de Singapour sans avoir à examiner les circonstances politiques, diplomatiques et militaires ayant entouré la stratégie de Singapour durant près de deux décennies. Le premier ministre Clement Attlee approuva les recommandations du rapport et aucune enquête ne fut menée.
En Australie et en Nouvelle-Zélande, après des années de discours rassurants, la chute de Singapour laissa un amer sentiment de trahison. Un historien écrivit qu'« finalement, peu importe la manière dont vous l'envisagez, les Britanniques les ont laissé tomber ». Les conséquences politiques se poursuivirent longtemps après la guerre. Dans un discours devant la Chambre des représentants en 1992, le premier ministre Paul Keating relança le débat :

« On m'a dit que je n'avais pas appris le respect à l'école. J'ai appris une chose : j'ai appris le respect de soi et de l'Australie, pas des éléments repoussants de la culture d'un pays qui a décidé de ne pas défendre la péninsule malaise, de ne pas se préoccuper de Singapour et de ne pas nous rendre nos troupes pour nous protéger de la domination japonaise. C'est le pays auquel vous vous êtes mariés et alors qu'il s'éloigne et rejoint la Communauté économique européenne, vous continuez d'y chercher vos décorations, vos titres de chevaliers et tous les beaux vêtements qui vont avec. »

— Premier ministre Paul Keating, Commonwealth of Australia, Débats à la Chambre des représentants, 27 février 1992.
Une flotte était nécessaire pour vaincre le Japon et finalement une force importante, la British Pacific Fleet fut déployée en Extrême-Orient en 1944, où elle combattit avec l’United States Pacific Fleet. Les relations étroites développées entre les deux marines avant le déclenchement de la guerre avec le Japon et l'alliance qui s'est développée par la suite est devenu l'héritage stratégique le plus positif et le plus durable de la stratégie de Singapour.

### Opération Mastodon

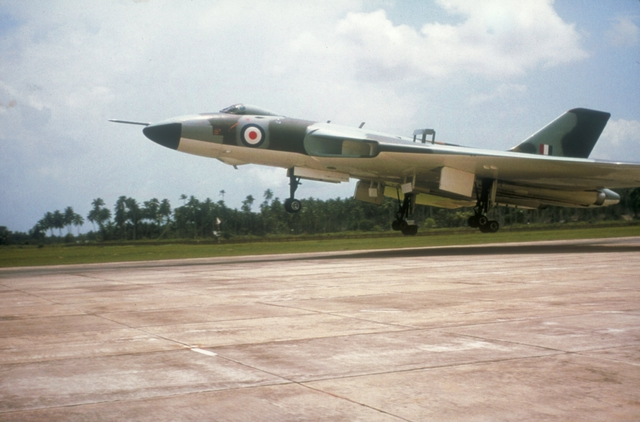
Un Avro Vulcan de la RAF sur la base aérienne de Butterworth en 1965.

En 1957, la stratégie de Singapour fut réactivée sous la forme de l'opération Mastodon, un plan visant à déployer des V bombers du Royal Air Force Bomber Command équipés d'armes nucléaires à Singapour dans le cadre de la contribution britannique à la défense de la région au sein de l'Organisation du traité de l'Asie du Sud-Est. À nouveau, le concept devait faire face à des problèmes logistiques. Comme les bombardiers ne pouvaient pas réaliser un voyage direct jusqu'à Singapour, une base fut créée sur l'atoll Addu dans les Maldives. La piste de la base de Tengah étant trop courte, les bombardiers furent stationnés sur la base aérienne de Butterworth jusqu'à ce qu'elle soit allongée. Le déploiement d'armes nucléaires sans consultation des autorités locales entraîna rapidement des complications politiques.
L'opération Mastodon prévoyait le déploiement de deux escadrons de huit Handley Page Victor à Tengah et d'un escadron de huit Avro Vulcan à Butterworth. En 1958, le stock d'armes nucléaire britannique était composé de 53 bombes dont la plupart étaient des anciennes Blue Danube mais 48 bombes du type Red Beard plus légères devaient être entreposées à Tengah pour que chaque bombardier puisse en emporter deux. Dans le même temps, en 1960, la Royal Navy déploya le porte-avions HMS Victorious avec des Supermarine Scimitar pouvant emporter des bombes nucléaires en Extrême-Orient. À l'instar de la stratégie de Singapour initiale, il n'était pas certain que 24 bombardiers V soient suffisants dans l'éventualité d'une crise suffisamment grave pour nécessiter leur emploi, en particulier après que la république populaire de Chine eut acquis des armes nucléaires après son essai réussi du 16 octobre 1964.
Avec l'aggravation de la confrontation indonésio-malaisienne en 1963, le Bomber Command envoya des détachements de Victor et de Vulcan à Singapour. Au cours des trois années qui suivirent, quatre bombardiers V y étaient en permanence stationnés. En avril 1965, l'escadron 35 de la RAF mena un déploiement rapide de ses huit Vulcan à Butterworth et Tengah. Le maréchal de l'air Sir John Grandy rapporta que les bombardiers V « fournirent une dissuasion efficace et empêchèrent la confrontation de dégénérer ». Avec la fin de la confrontation, les derniers bombardiers furent retirés en 1966.
La base navale de Singapour avait été peu endommagée par les combats et était devenue la principale base japonaise en dehors de l'archipel japonais. La Royal Navy avait repris son contrôle en 1945. En 1965, les tensions raciales et politiques entraînèrent le retrait de Singapour de la fédération de Malaisie et cette dernière devint un état indépendant. Deux ans plus tard, les Britanniques annoncèrent le retrait de leurs forces en Extrême-Orient. Le 8 décembre, la base navale de Singapour fut rétrocédée au gouvernement de Singapour et le chantier naval de Sembawang devint la base d'une florissante industrie de réparation maritime, élément important de l'économie de Singapour à l'époque.